# دنيز تشاكر
دنيز تشاكر (بالتركية: Deniz Çakır)‏ (31 ديسمبر 1981)، ممثلة تركية. درست المسرح في جامعة هاجت تبا للكونسرفتوار وعملت أول مشوارها مذيعة في أحد القنوات. عرفت عند الوطن العربي بشخصية «فتون» بمسلسل الأوراق المتساقطة.
ومن أهم المسلسلات التي أدت دور بطولتها وأقوى دور لها حتى الآن بمسلسل قطاع الطرق لن يحكموا العالم حيث جسدت فيه شخصية «مريم شاكر بيلي» المرأة ذوالشخصية الحديدية والحنونة زوجة زعيم المافيا «خضر شاكر بيلي» وحطم المسلسل جميع الأرقام القياسية في نسبة المشاهدة (الرايتينغ) بتحقيقه نسب مشاهدة عالية جدا في قناة ATV التركية.

## أشهر مسلسلاتها
- الأوراق المتساقطة (2006 - 2010)
- عفت (2011)
- قطاع الطرق لن يحكموا العالم (2015 -)
- البراءة (2021)
- بيرنا و بلجين (2022)

## حادثة التعدي علي متحجبات
ذكرت الصحف التركية أن الممثلة دنيز شاكر تصرفت بشكل «وقح» مع نساء محجبات حيث كانت في حالة سكر في أحد المقاهي بمدينة إسطنبول مع اثنين من صديقاتها، لتتهجم على 7 نساء بينهن محجبات كن بالطاولة المجاورة لها قائلة لهن: «هل هنا الجزيرة العربية؟ (تقصد السعودية) ما الذي جاء بكن إلى هنا؟»، لتلتقط بعدها صورهن رغم اعتراضهن على ذلك وجرى فتح تحقيق رسمي معها.
شن الرئيس التركي رجب طيب أردوغان هجوما عنيفا على الممثلة دنيز شاكر، بعد إهانتها فتيات محجبات وأكد ان هجومها على بناتنا فقط لأنهنّ محجبات دليل على أنّها فاشيّة في أكثر أوضاعها انحطاطاً مشبها عقليتها بالعقلية السائدة لدى حزب الشعب الجمهوري، من ناحية التدخل في حياة الناس.

## روابط خارجية
- دنيز تشاكر على موقع IMDb (الإنجليزية)
- دنيز تشاكر على موقع ألو سيني (الفرنسية)
- دنيز تشاكر على موقع أول موفي (الإنجليزية)
- دنيز تشاكر على موقع قاعدة بيانات الفيلم (الإنجليزية)
- دنيز تشاكر على موقع كينوبويسك (الروسية)